# David Johann Jakob Luthmer
Johann Jakob Luthmer (auch: David Johann Jakob Luthmer und David Johann Jacob Luthmer, fälschlicherweise auch Daniel Johann Jakob Luthmer; geboren 23. Oktober 1771 in Lüneburg; gestorben 23. Februar 1839 in Hannover) war ein deutscher evangelischer Geistlicher und Astronom.

## Leben
David Johann Jakob Luthmer kam zur Zeit des Kurfürstentums Hannover zur Welt als Sohn von Eltern des mittleren Bürgerstandes. Er besuchte das Lüneburger Johanneum, wo er als Mitglied des Chores auch erste Schulungen für seine späteren Liturgien erhielt. Zu Ostern 1792 ging er nach Göttingen auf die dortige Universität. In den ersten drei Jahren seiner Studien finanzierte er sich teilweise durch die Erteilung von Privatunterricht, insbesondere aber durch die Übernahme des Kantorats der Göttinger Universitätskirche. Ab 1795 arbeitete er bei Planck als Hauslehrer für dessen Kinder, wodurch er seine Studien bis 1797 verlängern konnte. Durch seine fundierte Bildung und seinen ausgezeichneten Ruf übernahm ihn in der Folge der „Dechant von Kneisen zu Lüneburg“ als Hauslehrer für dessen Kinder. So arbeitete Luthmer in seiner Heimatstadt von 1797 bis 1801, wobei er Kontakt zu seinen Verwandten und ehemaligen Lehrern pflegte.
1801 übernahm Luthmer die Stelle im Hospitium zu Loccum. Dort beschäftigte er sich im Selbststudium mit Astronomie, Musik und Hymnologie, erlernte das Spiel der Harfe und begann mit dem Aufbau einer eigenen Bibliothek.
1806 übernahm er die Stelle eines Pastor diac. in Uelzen, wo er in der folgenden sogenannten „Franzosenzeit“ eine „außerordentliche Thätigkeit“ entwickelte. In dieser Zeit heiratete er 1810 die Tochter des Konsistorialrates Gerike († 1824). Nach insgesamt 9 Jahren in Uelzen – unterdessen war das vormalige Kurfürstentum zum Königreich Hannover erhoben worden – übernahm er kurzzeitig das Uelzener Archidiakonat, übernahm aber schon im Folgejahr 1816 die Stelle als gewählter zweiter Pastor an der Marktkirche in Hannover.
Seine Himmelsbeobachtungen veranlassten Luthmer zu einem vom 4. August 1820 datierten Schreiben, das im Astronomischen Jahrbuch für das Jahr 1823 abgedruckt wurde. Neben seinen astronomischen Beobachtungen berichtete er darin von einem eigens für ihn vom „Hofmechanikus Hohnbaum“ angefertigten „achromatischen Kometensucher“.
Am Todestag des bis dahin als erster Pastor tätigen Andreas Wilhelm Hagemann übernahm Luthmer am 28. Mai 1824 die Stelle des Pastors primarius, getrübt nur durch den Tod seines Schwiegervaters etwa zur gleichen Zeit.
Sein Wissensdurst veranlasste Luthmer noch im 56. Lebensjahr zum Studium des Talmud mit einem jüdischen Lehrer.
Johann Jakob Luthmer stand in Kontakt mit dem Astronomen Carl Ludwig Harding und mit Caroline Herschel, die nach ihrer Rückkehr aus England zeitweilig auch bei ihm wohnte.
Luthmers Gattin überlebte ihren Ehemann mit einer Tochter und zwei Söhnen.